# Animita de cementerio

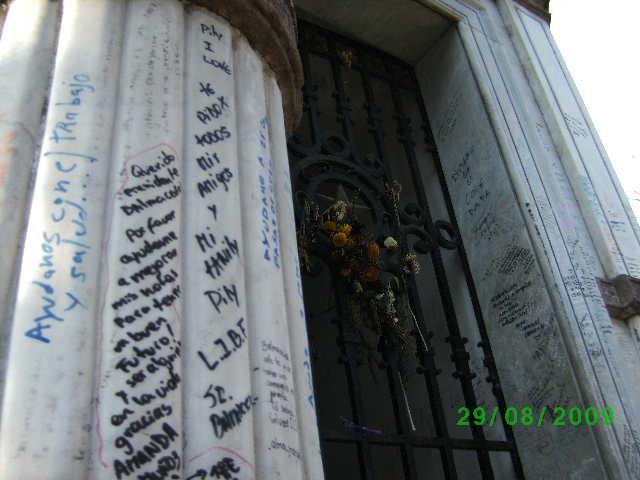
Rayados de estudiantes en el mausoleo de Balmaceda en Cementerio General de Santiago de Chile. Tras la reja hay cuadernos y cartas.

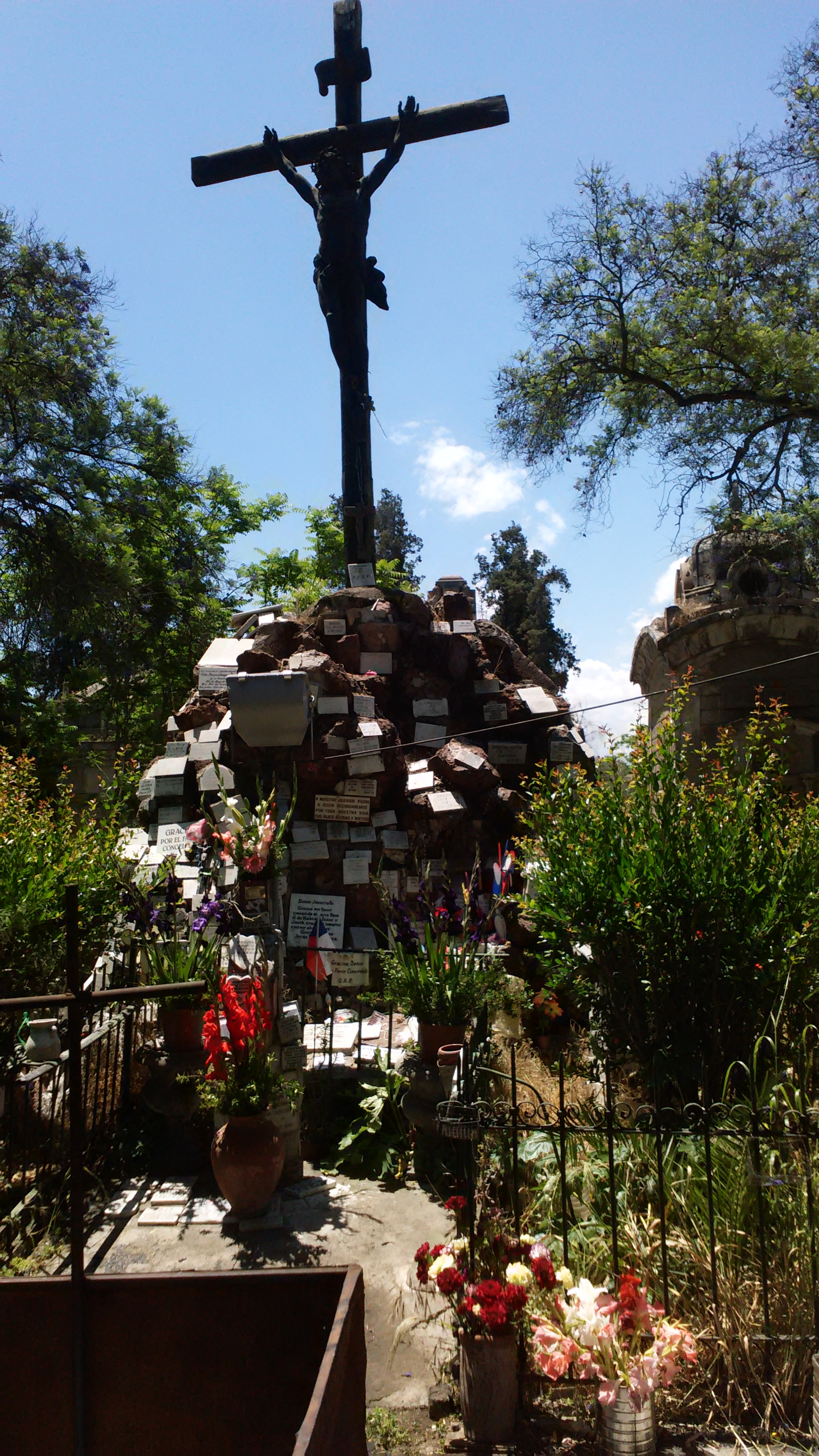
Cruz de Cristo con placas de favores concedidos

Animitas de Cementerio, son las animitas cuyo punto de veneración es la tumba y no precisamente el lugar donde fallecieron como es lo usual en todas las demás animitas, en Chile. Comúnmente se considera en la mitología popular de Sudamérica que alguien muerto en forma violenta necesita un templete para acoger su "alma" (ánima) en el lugar que la dejó (punto del accidente o muerte trágica), sin embargo se puede dar que una vez que sea enterrado sea su sepultura donde sus deudos comienzan a pedir favores y poner placas de agradecimientos. Un ejemplo de esto sería la animita de Émile Dubois, un criminal francés fusilado en Valparaíso.. 
Los cementerios tienen para ciertas personas un efecto especial que les lleva a pedir favores en ciertas tumbas o estatuas y luego a llevar placas de agradecimiento que incrementan la devoción. En dicho cementerio una estatua de Cristo en la Cruz ha sido tomada como animita y llenada de placas.
En el Cementerio General de Santiago de Chile existen varias animitas pero llama la atención la de José Manuel Balmaceda que si bien ni siquiera era católico y se suicidó al ser derrotado bélica y políticamente parece no importarle a los jóvenes estudiantes santiaguinos que le piden ayuda en los exámenes o con sus amores. 
Otra animita famosa ahí mismo es "La novia" supuestamente una dama que murió en el altar en plena ceremonia y fue sepultada con su vestido, su tumba se caracteriza porque los estudiantes le dejan sus corbatas.
Según investigadores y estudiosos del tema, la animita es un hábito dentro de la idiosincrasia de los pueblos, desarrollada por la necesidad de venerar la muerte y eternizar la memoria del occiso.
A pesar de que la Iglesia católica, y otras confesiones religiosas, rechazan el culto a las ánimas, estas se encuentran enraizadas en la religiosidad popular, producto de la unión del culto animístico de los pueblos originarios de Chile, con la fe traída por los conquistadores, por lo cual se puede observar al ánimitas como una muestra clara del sincretismo religioso latinoamericano.
Un dato interesante es que en el propio Cementerio General de Chile existen dos estatuas de Cristo crucificado llamadas "Cristo rico" y "Cristo pobre", por el sector en que se encuentran,  sin embargo ambas se encuentran transformadas en verdaderas  "animitas" milagrosas y con muchas placas que atestiguan su poder.